# Djupsjön (Målilla socken, Småland, 637054-149492)
Djupsjön är en sjö i Hultsfreds kommun i Småland och ingår i Emåns huvudavrinningsområde. Djupsjön ligger i Björnnäset Natura 2000-område. Sjön är 12 meter djup, har en yta på 0,03 kvadratkilometer och är belägen 165 meter över havet.